# Joseph von Novak

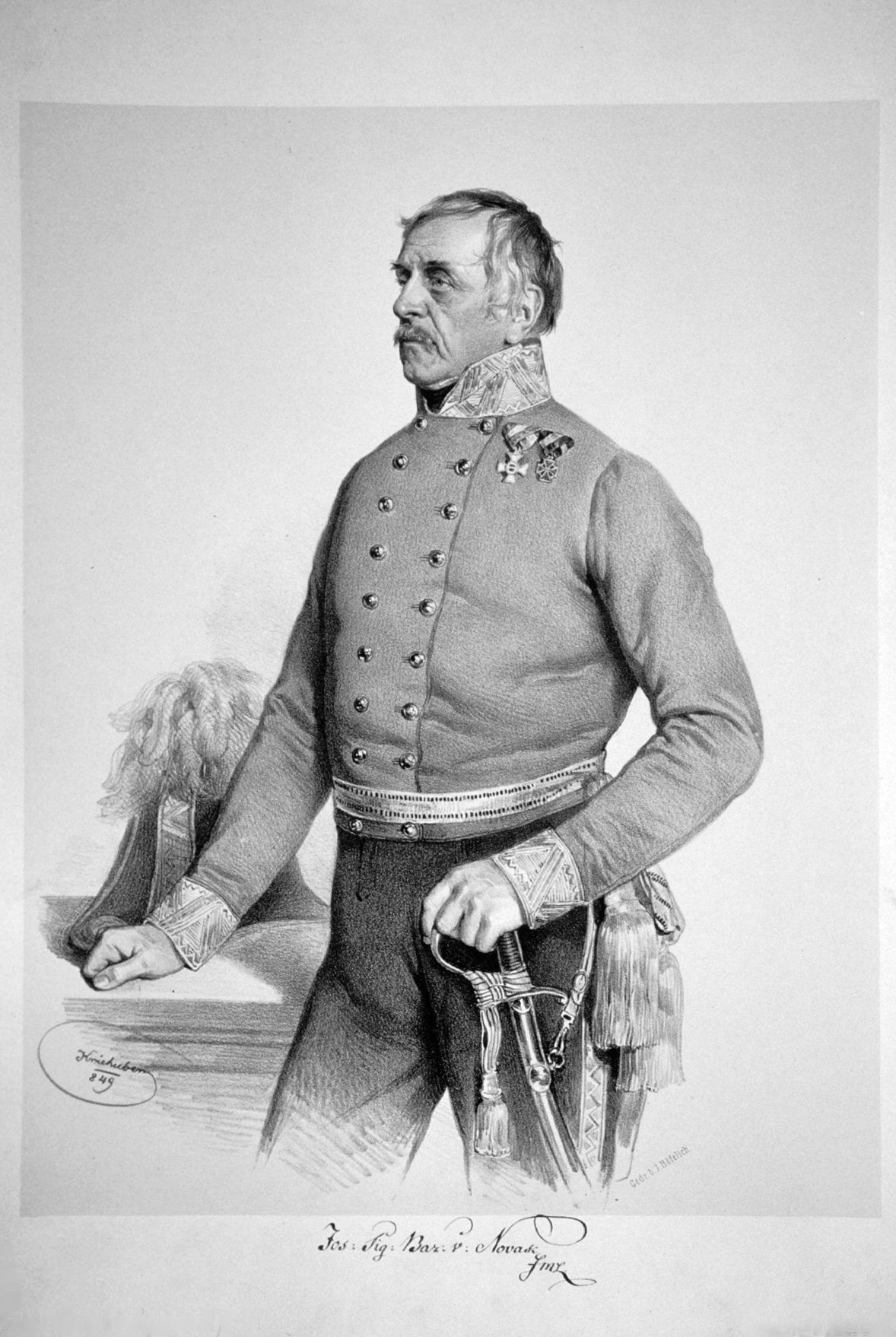
Siegmund Joseph Freiherr von Novak

Freiherr Sigmund Joseph von Novak, auch Freiherr Siegmund Joseph von Novak (* 16. März 1774 in St. Peter in Krain; † 12. Februar 1860 in Graz) war ein österreichischer Offizier (Feldmarschallleutnant) und Ritter des Militär-Maria-Theresia-Ordens slowenischer Abstammung.

## Herkunft und Familie
Joseph wurde als fünftes von neun Kindern des wohlhabenden Franz Joseph (von) Novak und seiner Gattin Theresa Rožanec geboren. Die Familie muss bereits geadelt worden sein, da er schon vor seiner Erhebung in den Freiherrnstand mit „von Novak“ betitelt wurde. Der Offizier war verheiratet und hatte drei Kinder. Trotzdem scheint dieser freiherrliche Zweig der Familie im Mannesstamm erloschen zu sein.

## Leben

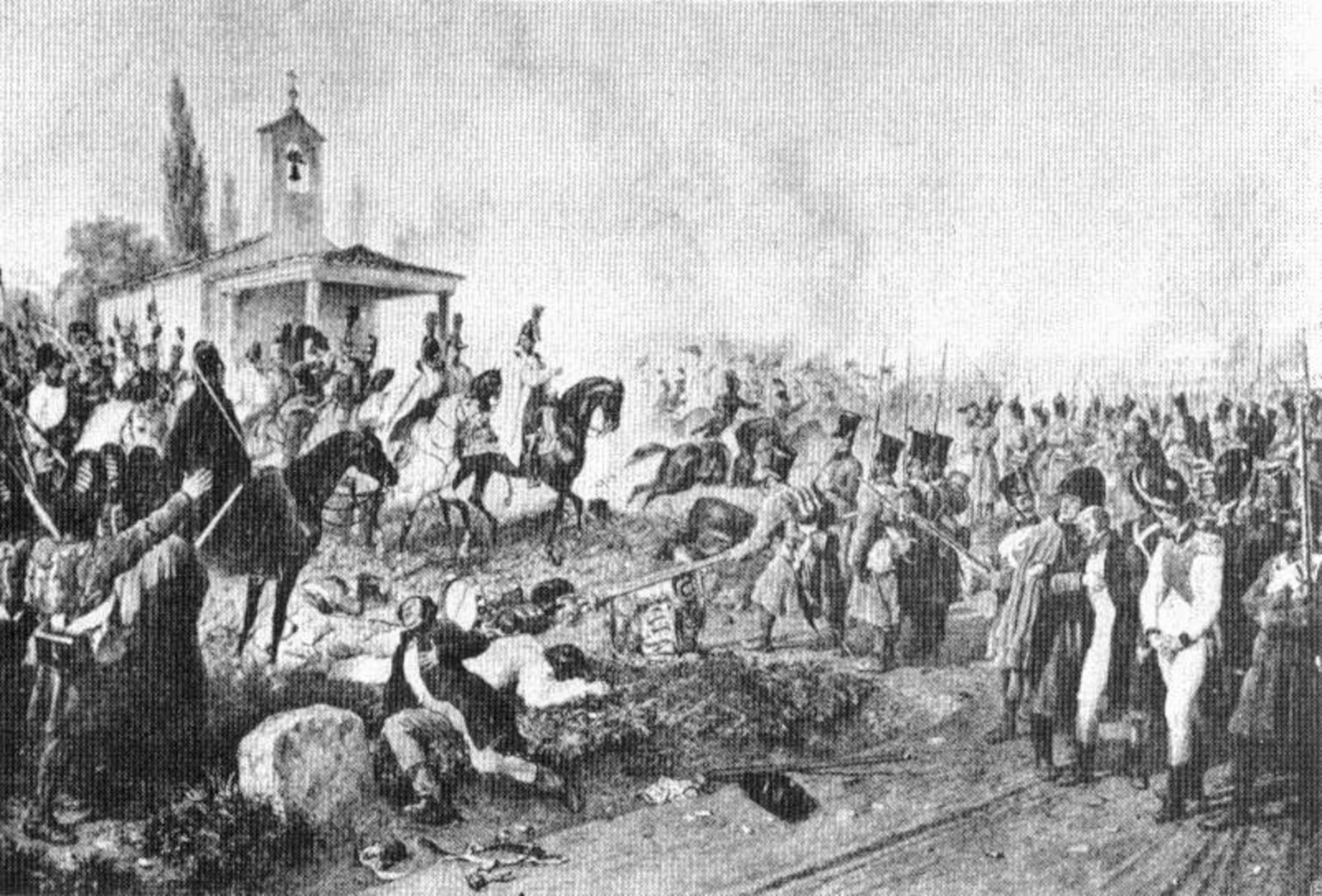
Schlacht bei Caldiero 1805

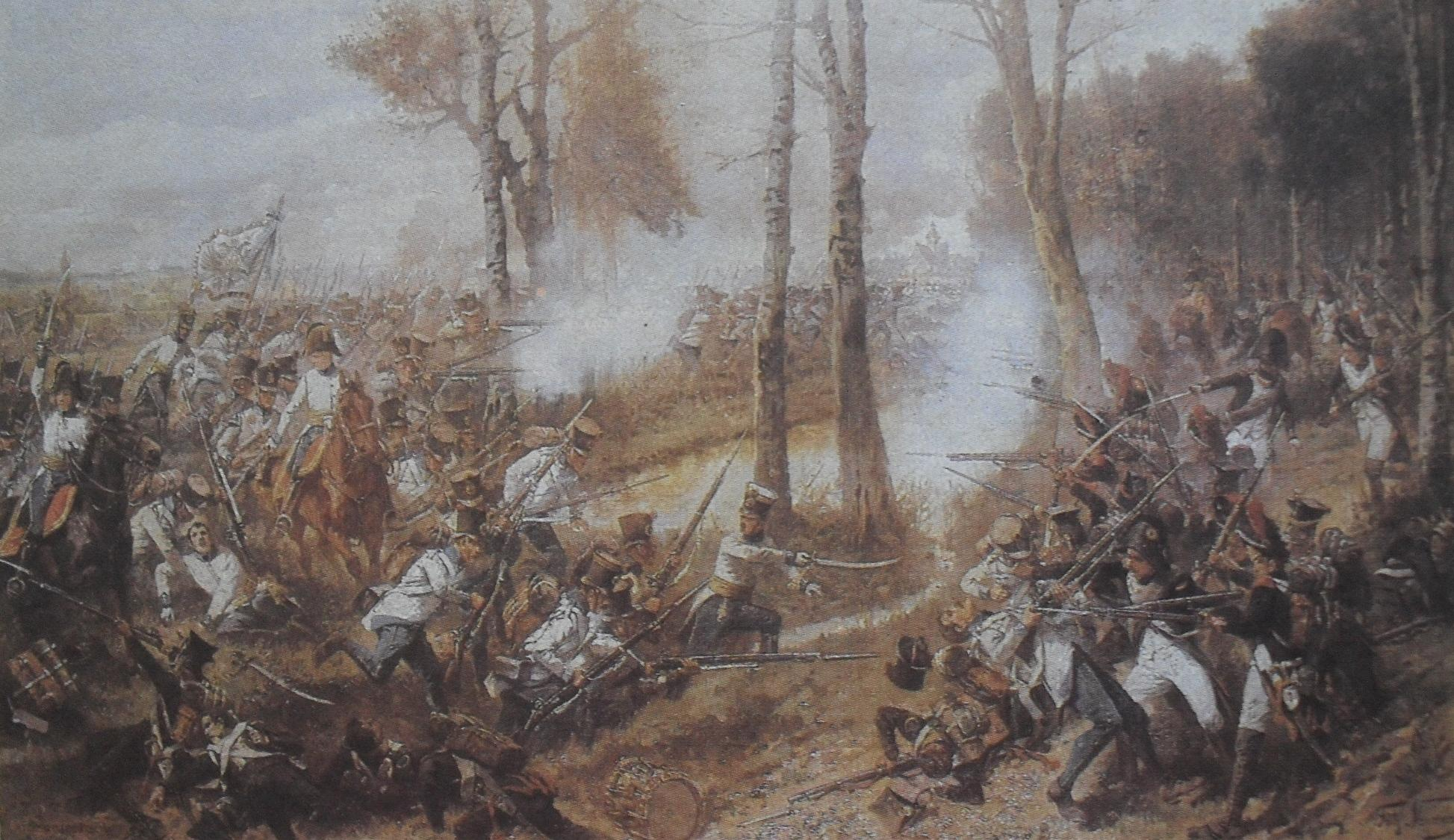
Völkerschlacht bei Leipzig 1813

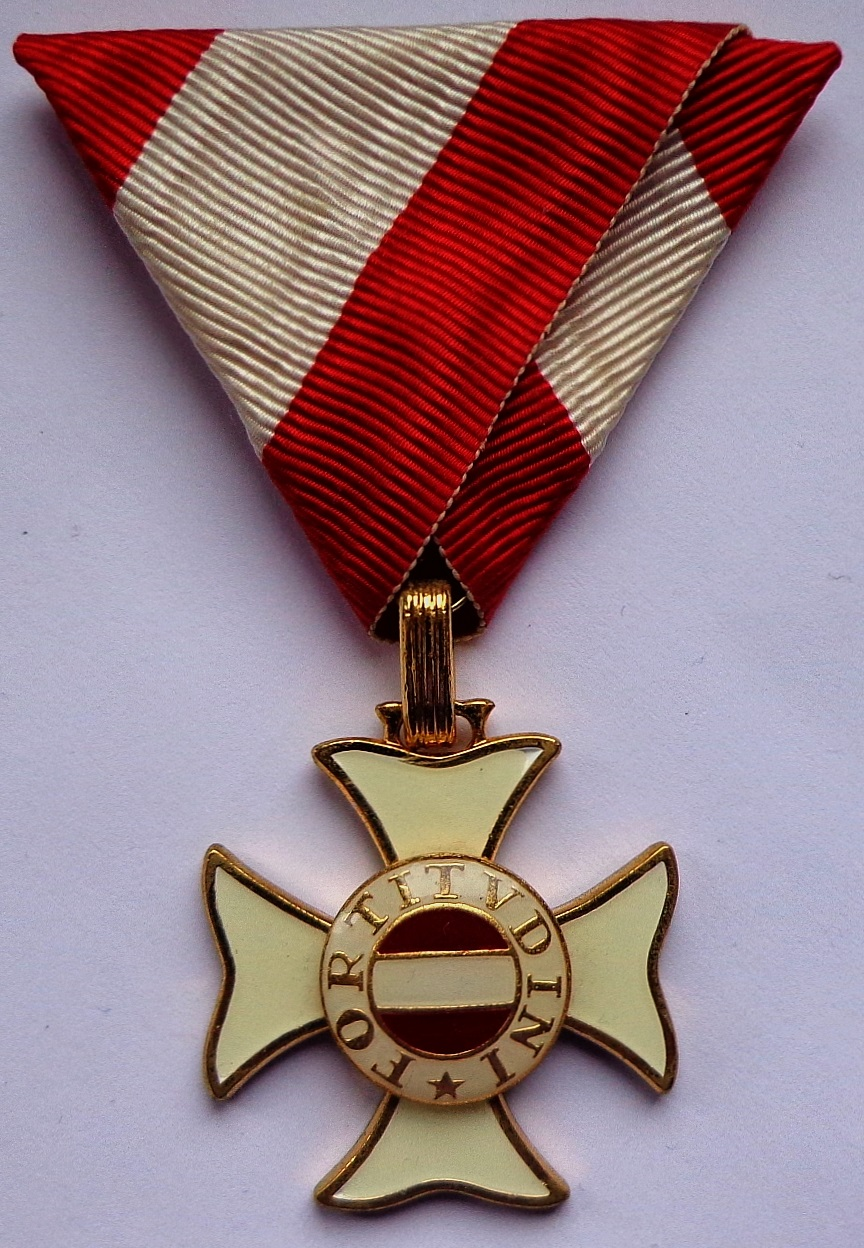
Ritterkreuz des Militär-Maria-Theresien-Ordens

Novak besuchte zwar das Gymnasium von Laibach, aber seine große Liebe zum Militär veranlasste ihn schon am 15. Januar 1790 als Kadett ins Infanterie-Regiment Nr. 26 einzutreten und die Türkenkriege mitzumachen, wo er unter anderem bei den Angriffen auf die Festung Czettin eingesetzt wurde. Nach Beendigung trat er als Praktikant in den Staatsdienst in Rudolfswerth ein. Doch befriedigte ihn diese Tätigkeit nicht. So gab er die mehrjährige Praxis auf und eilte beim Ausbruch der Kriege gegen Frankreich wieder unter die Fahnen. Dieser neue Eintritt datierte vom 18. Februar 1793, da er als Kadett zum Infanterie-Regimente Kaunitz Nr. 20 assentiert wurde. Nach vielen Belagerungen und Scharmützeln, die ihn wegen seines Einsatzes die Beförderung zum Leutnant am 22. März 1797 einbrachten, waren es die erste und zweite Schlacht von Zürich sowie die bei Hohenlinden, wo Novak – mittlerweile zum Oberleutnant vorgerückt – sein militärisches Geschick unter Beweis stellte. Im Juni 1805 zum Hauptmann, nun wieder im Infanterie-Regiment Hohenlohe-Bartenstein Nr. 26, befördert, kämpfte er in diesem bei der Armee in Italien. Dabei war er in der Schlacht bei Caldiero durch außergewöhnliche Entschlossenheit und Tapferkeit so erfolgreich, dass er nicht nur die öffentliche Anerkennung des Erzherzogs Karl erhielt, sondern als einer der jüngsten seiner Charge zum Major außer der Rangordnung avancierte. Auch erhielt er durch einstimmigen Kapitelbeschluss am 2. April 1806, bestätigt in der 71. Promotion vom 28. Mai des Jahres, das Ritterkreuz des Militär-Maria-Theresia-Ordens.

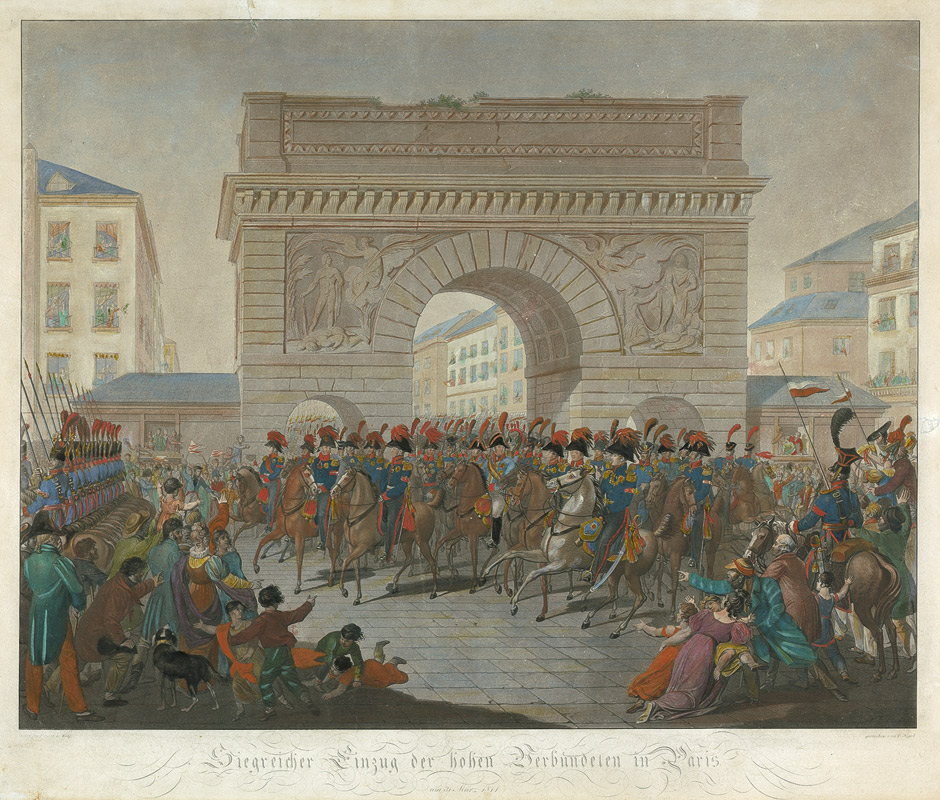
Paris, siegreicher Einzug der hohen Verbündeten 1814

Dazu war es wie folgt gekommen: Als am 30. Oktober 1805 die Angriffe der Franzosen bei Colognola abgewiesen wurden, stürmte eine andere feindliche Kolonne die Redoute Nr. 10. Novak, der mit seiner Division zur Verteidigung eines Abhanges detachiert worden war, eilte unaufgefordert mit seiner Kompanie der in der Redoute bedrängten Division des Regiments zu Hilfe. Er stürzte sich der dem Feind in den Rücken, machte den Kommandanten der stürmenden Abteilung auf der Brustwehr nieder, tötete eine größere Zahl feindlicher Soldaten und zwang den Rest, die Flucht zu ergreifen. Erzherzog Karl sagt in der Relation über die Schlacht bei Caldiero: „Hauptmann Novak zeichnete sich vorzüglich aus, da er sich aus eigenem Antriebe mit seiner Kompanie mit gefälltem Bajonette auf den Feind stürzte und auf diese Art den Laufgraben wieder eroberte.“
In der eingetretenen Friedensepoche stand Novak beim Infanterie-Regiment Nr. 37 und kam im Februar 1809 in gleicher Eigenschaft zum Broder Grenzregiment Nr. 7, machte den Feldzug jenes Jahres beim 5. Armeekorps mit, sich durch Mut und einsichtsvolle Führung seines Bataillons bemerkbar machend. In den Gefechten von Rohr und Siegburg wurde er am 20. April 1809 schwer verwundet.
Aufgrund der außerordentlichen Verdienste wurde in der Relation des Generals Grafen Hardegg über die Ereignisse bei Dresden und Kulm unter den Ausgezeichneten genannt, in der Völkerschlacht bei Leipzig erneut schwer verwundet. Er rückte am 10. November 1813 zum Oberstleutnant vor.
Aufgrund der außerordentlichen Meriten des Offiziers in der Verfolgung der französischen Armee durch die Schweiz beförderte ihn der Kaiser am 27. Februar 1814, erneut außer der Rangtour, zum Oberst sowie am 16. April des Jahres zum Kommandanten des Szekler Grenz-Regiments Nr. 1. An dem siegreichen Zug nach Paris nahm er in der Division des Feldmarschallleutnants Graf Anton von Hardegg teil. Im folgenden Jahre war Novak bei der Armee in Oberitalien unter Graf von Frimont mit gleichem Opfermut und Eifer tätig.
Novak wurde am 24. Oktober 1816 in den erbländisch-österreichischen Freiherrnstand erhoben und am 21. März 1827 (Rang vom 24. September 1926) zum Generalmajor befördert. In dieser Funktion diente er als Brigadier zerst in Gospitsch, sodann in Karlstadt.
Seine Ernennung zum Feldmarschallleutnant und Divisionär in Peterwardein erfolgte am 25. Juni 1833, bevor er, der während seiner Karriere dreimal schwer verwundet worden war, nach 45 Jahren ehrenvoller Diensttätigkeit am 8. Februar 1836 in den Ruhestand trat. Er wurde auf dem Friedhof St. Leonhard in Graz in der Familiengruft beigesetzt.

## Wappen
1816: Von Rot und Blau quergeteilter Schild. Im oberen roten Feld ein blank geharnischter Arm mit einem zum Hieb geschwungenen Säbel in der Hand. Im unteren blauen Feld auf einem grünen Hügel zwei Olivenbäume. Auf dem Schild ruht die Freiherrnkrone, auf dem ein gekrönter Turnierhelm sich erhebt, aus dessen Krone drei wallende Straußenfedern, die rechte rot, die linke blau, die mittlere silbern, sich erschwingen. Die Helmdecken sind rechts rot, links blau, beiderseits mit Silber unterlegt.